# Ruth Mateus-Berr

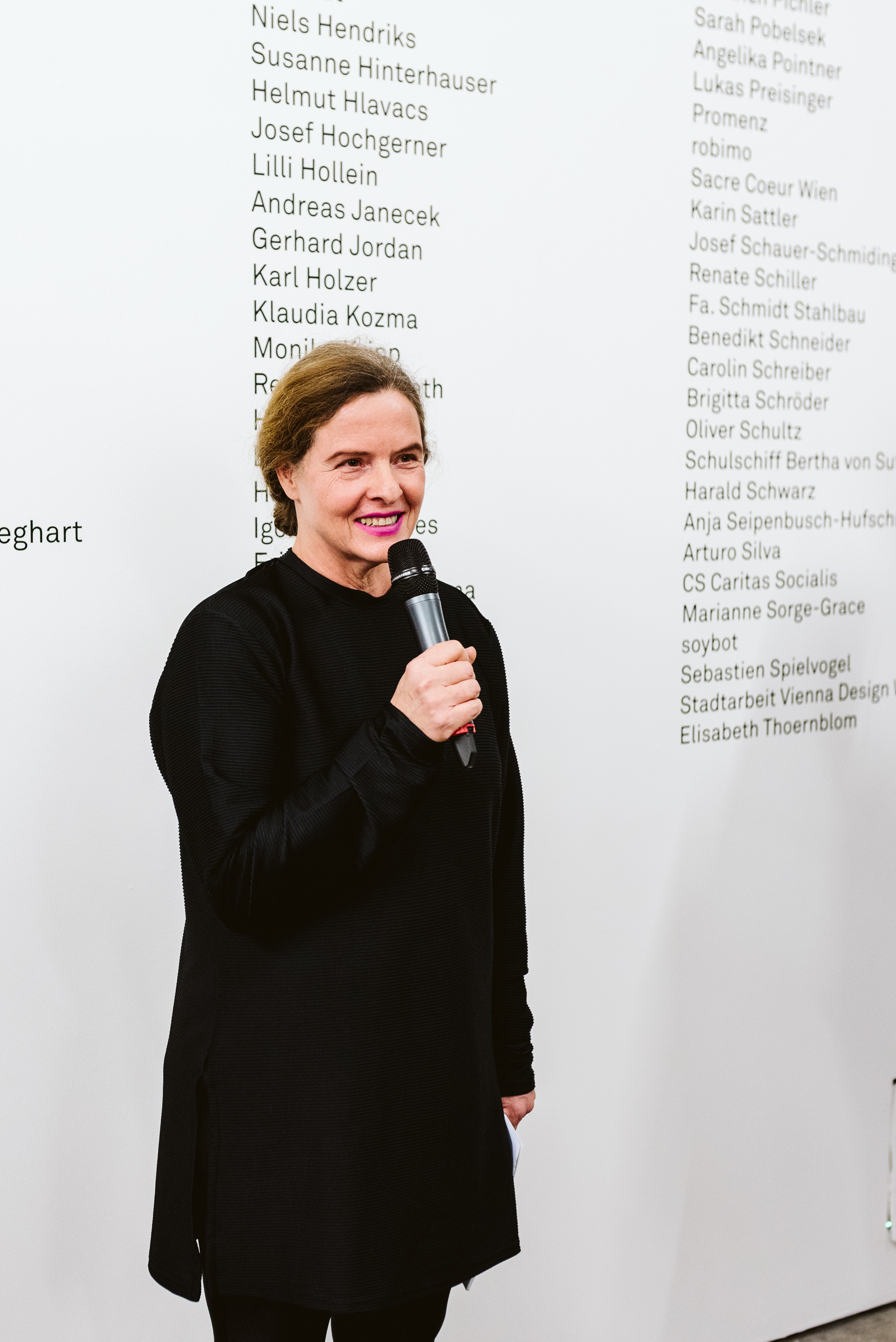
Ruth Mateus-Berr (2019)

Ruth Mateus-Berr (* 1964 in Wien) ist eine zeitgenössische österreichische Künstlerin, Wissenschafterin und Universitätsprofessorin an der Universität für angewandte Kunst Wien. Von 2003 bis 2019 war Ruth Mateus-Berr Senatsvorsitzende der Universität für angewandte Kunst Wien und stv. Sprecherin der Konferenz der österreichischen Senatsvorsitzenden für Kunstuniversitäten und Lehramt.

## Leben
Von 1983 bis 1991 studierte Ruth Mateus-Berr Geschichte, Sozialkunde und Politische Bildung, Anglistik und Kunstgeschichte an der Universität Wien und Kunstpädagogik an der Universität für angewandte Kunst Wien bei Herbert Tasquil.
1991 war Ruth Mateus-Berr am Hernstein Management Institute Leiterin der Ausbildung für Design Management. Seit 1992 ist sie an der Universität für angewandte Kunst tätig, seit 1991 im Schuldienst und seit 1996 ist Ruth Mateus-Berr am Bertha-von-Suttner-Gymnasium Wien als Kunstpädagogin tätig.
2002 verfasste Mateus-Berr ihr Doktorat zum Thema: Fasching und Faschismus. Ein Beispiel. Faschingsumzug 1939 in Wien, Hg. Manfred Wagner.
Seit 2019 leitet sie als Universitätsprofessorin die Abteilung Zentrum Didaktik für Kunst und interdisziplinären Unterricht an der Universität für angewandte Kunst Wien.

## Leistungen
Im Jahr 2011 wurde Ruth Mateus-Berr Senatsvorsitzende der Universität für angewandte Kunst Wien. In dieser bis 2019 gehaltenen Position initiierte sie 2011 die Publikation „Best Spirit - Best Practice“ zum Lehramt an österreichischen Universitäten, die sie an Wissenschafts- und Forschungsminister Dr. Karlheinz Töchterle gemeinsam mit Rektor Gerald Bast überreichte.
Ebenso im Jahr 2011 erhielt Ruth Mateus-Berr die Venia Docendi (Habilitation) für das Fach Design Education.
Im Jahr 2009 gründete Mateus-Berr das Applied Thinking LAB Vienna. 2012 präsentierte Mateus-Berr ihre künstlerische Forschung im Rahmen des Panels: Universitäten als Orte der Diversität am europäischen Forum Alpbach.
Von 2012 bis 2019 war sie Head of Expertise für Design im Masterstudienprogramm Social Design – Arts as Urban Innovation an der Universität für angewandte Kunst Wien.
Als Senatsvorsitzende eröffnete sie im Jahr 2018 die 150 Jahre Jubiläumsfeier der Universität für angewandte Kunst mit und übergab das Ehrendoktorat an Dr. h. c. Carl Djerassi, sowie den Ehrenring an Emeritus Wolf D. Prix und an Emeritus Patrick Werkner. Ab 2003 wurde sie Mitglied des Senats der Angewandten, ab 2006 war sie stv. Vorsitzende und von 2010 bis 2019 hielt sie das Amt der Senatsvorsitzenden. Weiters war sie in dieser Zeit gewählte stv. Sprecherin der Vorsitzenden der österreichischen Senatsvorsitzenden (Gerhard Clemenz, Helmut Fuchs, Gabriele Kucko-Stadlmayer, Schwarz). In diesen Funktionen konnte sie als Vertreterin der Universitäten entsprechende Verhandlungen mit den jeweiligen Ministern führen.
2019 kuratierte sie im Rahmen der Vienna Biennale die Ausstellung Human by Machine.

## Forschung und Lehre
Ruth Mateus-Berr beschäftigt sich in ihrer Arbeit u. a. mit Kunst und Gesundheit. Seit 2016 beschäftigt sie sich mit Demenzforschung im Kunstbereich und forschte dazu in den vom Wissenschaftsfonds FWF geförderten Projekten D.A.S. Dementia. Arts. Society. (FWF Peek AR 366-G24) und DEMEDARTS (FWF Peek AR 609). Im Bereich der Krebsforschung arbeitet sie zudem noch an dem Projekt art4science (FWF WKP 132) in Zusammenarbeit mit der St. Anna Kinderkrebsforschung mit.
Als Expertin in der künstlerischen Forschung ist sie immer wieder Gast in Radiosendungen, bei Vorträgen und Podiumsdiskussionen rund um das Thema Wissenschaft und Kunst.

## Publikationen
- Mateus-Berr, Ruth (2025b in print): Resilienz durch gestalterische Empathie. METÁDIS als künstlerisch forschende Methode zum Nacherleben von Ereignissen, in: Engel, Birgit/Hallmann, Kerstin/ Lömke, Tobias /Böhme, Katja/Karl, Notburga/Mateus-Berr, Ruth (Hg.) (2025): Politik der Erfahrung? – Zur aktuellen bildungspolitischen Brisanz von Erfahrung in Kunst, Bildung und Professionalisierungsprozessen. Sammelband zu den Beiträgen der 15. Internationalen Kolloquiums zu Fragen der professions-bezogenen künstlerischen und ästhetischen Bildung an der Kunstakademie Münster vom 29.5.22 – 31.5.22 und des 16.Internationalen Kolloquiums, das vom 13. – 15. Januar 2023 an der Hochschule für Wirtschaft und Umwelt in Nürtingen-Geislingen stattfand. (Bd. V der Materialreihe der Kunstakademie Münster >Didaktische Logiken des Unbestimmten<, kopaed Verlag)
- Loemke, Tobias; Mateus-Berr, Ruth (2025 in print) Das Potenzial des Unvorhersehbaren in der Begegnung Zur Öffnung von Forschungsprozessen im Kunstkontext. In: Engel, Birgit/Hallmann, Kerstin/ Lömke, Tobias /Böhme, Katja/Karl, Notburga/Mateus-Berr, Ruth (Hg.) (2025): Politik der Erfahrung? – Zur aktuellen bildungspolitischen Brisanz von Erfahrung in Kunst, Bildung und Professionalisierungsprozessen. Sammelband zu den Beiträgen der 15. Internationalen Kolloquiums zu Fragen der professions-bezogenen künstlerischen und ästhetischen Bildung an der Kunstakademie Münster vom 29.5.22 – 31.5.22 und des 16.Internationalen Kolloquiums, das vom 13. – 15. Januar 2023 an der Hochschule für Wirtschaft und Umwelt in Nürtingen-Geislingen stattfand. (Bd. V der Materialreihe der Kunstakademie Münster >Didaktische Logiken des Unbestimmten<, kopaed Verlag)
- Engel, Birgit/Hallmann, Kerstin/ Lömke, Tobias /Böhme, Katja/Karl, Notburga/Mateus-Berr, Ruth (Hg.) (2025): Politik der Erfahrung? – Zur aktuellen bildungspolitischen Brisanz von Erfahrung in Kunst, Bildung und Professionalisierungsprozessen. Sammelband zu den Beiträgen der 15. Internationalen Kolloquiums zu Fragen der professions-bezogenen künstlerischen und ästhetischen Bildung an der Kunstakademie Münster vom 29.5.22 – 31.5.22 und des 16.Internationalen Kolloquiums, das vom 13. – 15. Januar 2023 an der Hochschule für Wirtschaft und Umwelt in Nürtingen-Geislingen stattfand. (Bd. V der Materialreihe der Kunstakademie Münster >Didaktische Logiken des Unbestimmten<, kopaed Verlag)
- Mateus-Berr, Ruth;Scharler, Pia (2025). Kritisches Design. In: Marco Dernovsek Susanne Erbler, Manfred Wolf. (in print). Augen auf! 2 (Schulbuch). Wien: Hölder-Pichler-Tempsky. p. 61
- Greisberger, Eva; Gruber, L. Vanessa; Mateus-Berr , Ruth (2025). A Cord between Austria and Brazil: Towards Inter- and transcultural Art Education in Teacher Training. On the Cooperation Projects Cordel and O Traduzir. In: (Ed. Bernard W. Andrews) Arts Education: A Global Affair. New York: Brill Academic Publishers, Inc.
- Gebeshuber, Ille Graves, Pia M. Wardzinska, Inez, Mateus-Berr, Ruth, Walsh Shanahan, Breda (2024 presented at TECIS Ireland) Interdisciplinary Approaches in Engineering Education. Preparing Young Minds for Complex Challenges >peer reviewed journal https://www.sciencedirect.com/science/article/pii/S2405896324002180 https://doi.org/10.1016/j.ifacol.2024.07.135
- van Nieuwenhoven Richard W., Gabl, Matthias, Mateus-Berr, Ruth, Gebeshuber, Ille C.(2024) Harmonizing Nature, Engineering and Creativity: An Interdisciplinary Exploration of Engineered Living Materials, Artistry, and Sustainability in Collaborative Mycelium Brick, Construction. https://doi.org/10.3390/biomimetics9090525 PMID 39329547
- Mateus-Berr, Ruth (Hg.) (2024). DEMEDARTS. Artistic Research. Wien: Eigenverlag. doi:10.57752/demedarts-dementia-empahty-education-arts-catalogue_74p5-dm11
- Mateus-Berr, Ruth; Radovic, Liljana, Radovic, Petar. (2024). Chaos & Order. An Interdisciplinary Approach Involving Art and Education, Psychology and Mathematics. In: Mateus-Berr, Ruth (Hg.) Edu:Transversal.Edition Angewandte.Berlin/Boston: DeGruyter https://doi.org/10.1515/9783111371641-008 p. 48-79
- Bellissimo, Alexandra; Mateus-Berr, Ruth; Mogy, Maria; Ragossnig, Gudrun (2024). Through Plasmons into the Attosecond World. The Concept of Time in Scholarship and Art: An Aesthetic Exploration In: Mateus-Berr, Ruth (Hg.) Edu:Transversal.Edition Angewandte.Berlin/Boston: https://doi.org/10.1515/9783111371641-011
- Mateus-Berr, Ruth (Ed.) (2024). Edu:Transversal. Berlin/Boston: DeGruyter. https://doi.org/10.1515/9783111371641
- Mateus-Berr, R. (2023), “The Language Of Inner Experience Is Art: Participation Mystique. Art-Based Research Approaches (Abra)”, Journal Of Applied Arts & Health, 14:3. Bristol: Intellect. https://doi.org/10.1386/jaah_00146_1
- Mateus-Berr, Ruth (2023). Aware, Care, and Share: A Fair World through Entanglement. In: Anna Maria Loffredo/Rainer Wenrich/Charlotte Axelsson/Wanja Kröger, Changing Time - Shaping World (111-128). Bielefeld: transcript Verlag. https://doi.org/10.14361/9783839461358-007
- Mateus-Berr, Ruth, Schober, Michaela, Göller, Clemens-G. (Eds.) (2022). A Tea Bag Experiment. Eigenverlag, Open Source. ISBN 978-3-9505036-7-8 Interdisziplinäre Unterrichtspraxis und Reflexion
- Mateus-Berr. 2022. Das Be-greifen von Dingen aus unterschiedlichen Positionen und Disziplinen. In: Mateus-Berr, Ruth, Michaela Schober und Clemens-G. Göller. (Hrsg). 2022. A T-Bag Experiment. Interdisziplinäre Berufspraxis und Reflexion. Wien: Eigenverlag Zentrum Didaktik für Kunst und Interdisziplinären Unterricht. S. 7–9
- Mateus-Berr, Ruth (2022). Schwamm interdisziplinär In: Mateus-Berr, Ruth, Michaela Schober und Clemens-G. Göller. (Hrsg). (2022). A T-Bag Experiment. Interdisziplinäre Berufspraxis und Reflexion. Wien: Eigenverlag Zentrum Didaktik für Kunst und Interdisziplinären Unterricht. S. 37–39
- Mateus-Berr, Ruth (2021). Art and Design Education in Times of COVID-19: Distance Learning and the Importance of Interaction and Empathy. In: Digital Psychology. Staking out the Field of Distance Learning. Vol. 2. No. 2 (2021) (Anna Felnhofer; Oswald Kothgassner Eds.) https://doi.org/10.24989/dp.v2i2.2016 p. 23-26 https://ejournals.facultas.at/index.php/digitalpsychology/issue/view/229
- Mateus-Berr, Ruth (2021). Embodiment in: Manfred Blohm, Katja Watermann (Hg.) Kunsttherapeutische Stichworte. Flensburg: fabrico Verlag
- Mateus-Berr, Ruth (2021). Kunstpädagogik – Kunsttherapie in: Manfred Blohm, Katja Watermann (Hg.) Kunsttherapeutische Stichworte. Flensburg: fabrico Verlag
- Mateus-Berr, Ruth (2021). „Creating an Empathetic Society for Dementia through Art: Art, Social Design and Artistic Research“. Arts & Dementia: Interdisciplinary Perspectives, edited by Ruth Mateus-Berr and L. Vanessa Gruber, Berlin, Boston: De Gruyter, 2021, pp. 100-153. https://doi.org/10.1515/9783110720556-009
- Ruth Mateus-Berr (Hrsg.), L. Vanessa Gruber (Hrsg.): Arts & Dementia : interdisciplinary perspectives. Berlin, Boston 2021, ISBN 978-3-11-072047-1.
- Ruth Mateus-Berr (Hrsg.), Richard Jochum (Hrsg.): Teaching artistic research : conversations across cultures. Berlin, Boston 2020, ISBN 978-3-11-066239-9.
- Ruth Mateus-Berr (Hrsg.), Luise Reitstätter (Hrsg.): Art & design education in times of change : conversations across cultures. Berlin, Boston 2017, ISBN 978-3-11-052512-0.
- Mateus-Berr, Ruth (Hrsg.), Götsch, Michaela (Hrsg.): Perspectives on art education : conversations across cultures. Berlin, Boston 2015, ISBN 978-3-11-044411-7.
- Mateus-Berr, Ruth (Hrsg.), Poscharnig, Julia Katherina (Hrsg.): Kunst - Leben : 40 Biografien zu Beruf und Bildung. Wien 2014, ISBN 978-3-7003-1877-4.
- Ruth Mateus-Berr (Hrsg.): Best spirit, best practice : Lehramt an österreichischen Universitäten. Wien 2011, ISBN 978-3-7003-1805-7.
- Diaconu, Mădălina (Hrsg.), Heuberger, Eva (Hrsg.), Mateus-Berr, Ruth (Hrsg.), Vosicky, Lukas M. (Hrsg.): Senses and the city : an interdisciplinary approach to urban sensescapes. Wien 2011, ISBN 978-3-643-50248-3.
- Ruth Mateus-Berr: Fasching und Faschismus. Ein Beispiel. Faschingsumzug 1939 in Wien.  Wien 2007. Hg. Prof. Manfred Wagner, ISBN 978-3-7069-0451-3.

## Auszeichnungen
- 2024 Arte Laguna Prize Finalist, Category Art/Design 18th for Art & Design. International Prize for Contemporary Art.; PREISGEBER: Italienischer Kulturverein MoCA (Modern Contemporary Art); zusammen mit Pia Scharler im Arsenale Nord, Venetien, IT (16.11.-8.12. 2024); kuratiert von Laura Barecca (Kunsthistorikerin und wissenschaftliche Leiterin des MUDAC-Museums), Giulia Colletti (Kuratorin für digitale Sphären am Castello di Rivoli, Museum für zeitgenössische Kunst), Krist Gruijthhuijsen (Direktorin des KW Institute, Berlin), David Max Horowitz (Kurator am Solomon R. Guggenheim of NY), Lu Peng (Direktorin des Akademischen Komitees der Chengdu Biennale), Anushka Rajendran (Kuratorin der Prameya Art Fundation).
- 2024 Arte Laguna Prize Erste Auswahl, Kategorie Kunst/Design 19. für Kunst & Design. Internationaler Preis für zeitgenössische Kunst. PREISGEBER: Italienische Kulturvereinigung MoCA (Modern Contemporary Art); gemeinsam mit Pia Scharler; Kuratiert von Chris Bayley (Kurator an der Serpentine Gallery in London), Luca Borriello (Direktor des INWARD National Observatory on Urban creativity), Chiara Canali (Kunstkritikerin, Journalistin und unabhängige Kuratorin), Claudia Segura Campinis (Kuratorin für Ausstellungen am MACBA), Hyunjin Kim (unabhängige Kuratorin und Autorin), Abdullah Saleh Yaseen Ali (Manager und Kurator für öffentliche Kunstprojekte am NCCAL).
- 2022 Special Mention: ECC AWARDS, Kategorie „University research projects“ for INTRA-ACTION at the Venice Biennial 2022; PREISGEBER: European Culture Center (ECC) Venice Biennial 2022
- 2021 Nomination/Short List for the New Bauhaus Award for INTERDISCIPLINARY CO-ABILITY: INCA; PREISGEBER: Europäische Union; BESCHREIBUNG: INCA°- Interdisciplinary Co-Ability INCA° ist eine innovative kunst- und designbasierte Bildungsmethode, die verschiedene künstlerische Disziplinen miteinander verbindet. Es ermöglicht einen empathischen und ästhetischen Zugang zur Inklusion (z. B. diverse Beeinträchtigungen, Demenz, soziale Benachteiligung, Benachteiligung aufgrund von Ethnie und Geschlecht) und hat personenzentrierte nachhaltige Bildungsformate entwickelt. Behinderungskritische Fragen wie „wie man Differenz positiv denken kann“ (R. Braidotti) eröffnen neue Zugänge zu Bildung, analog/digital
- 2021 Nomination for Ars Docendi /Staatspreis für exzellente Lehre; FÖRDERER: Bundesministerium für Bildung, Wissenschaft und Forschung (BMBWF); BESCHREIBUNG: CO-ABILITY waren zwei Semesterprojekte (WS 2018/19, WS 2019/20), in denen Studierende aus Österreich (Ö) und Ungarn (U) ein gemeinsames interdisziplinäres und inklusives Projekt im Sinne des Erfahrungslernens durchgeführt haben. Die Gruppen zeichneten sich durch eine hohe Heterogenität in Bezug auf den Studienstand (1. Semester bis BA, MA, Alumni) sowie die Studienrichtungen wie künstlerische Lehre; Sozialdesign und Industrial Design aus. Ziel von CO-ABILITY war es, den Studierenden einen Raum für interdisziplinären und internationalen Austausch im Rahmen von Semesterprojekten zu bieten.
- 2017 eAward for Health & Education. National winner[29]; FÖRDERER: Bundeskanzleramt Österreich, Berichtsverlag, Plattform Digitales Österreich; BESCHREIBUNG: Das Projekt „Interacct & comfort stories“, eine Kooperation zwischen Universitäten, St. Anna Kinderkrebsforschung und T-Systems, verbessert die Kommunikation zwischen Ärzten und Patienten auf spielerische Weise.
- 2017 Stadtarbeit und Erste Bank Mehrwert Designpreis: Lebenswelten. ; FÖRDERER: Erste Bank; BESCHREIBUNG: Das partizipative Projekt LEBENSWELTEN nähert sich dem Thema Demenz mit den Mitteln der Kunst und des Designs. In Workshops am Kardinal-Rauscher-Platz sollen Gemeinsamkeiten, Synergien und Verbindungen zwischen Menschen mit und ohne Demenz aufgezeigt, Empathie geweckt und eine Sprache des Verstehens und Miteinanders gefunden werden. Mit Hilfe von Designobjekten und unkonventionellen Kommunikationsstrategien sollen neue Zugänge zum Thema Demenz ermöglicht werden.
- 2016 Occursus: Award for communication in oncology for the project INTERACCT[30]; BESCHREIBUNG: Preisgekrönter Zuschuss: Verbesserte Patientenkommunikation mittels INTERACCT-App Die St. Anna Kinderkrebsforschung kann sich über eine Förderung in Höhe von 10.000 Euro freuen. Das Projekt „Verbesserte Patientenkommunikation in der Onkologie mit der INTERACCT-App“ wurde von der Jury unter anderem wegen seines besonders innovativen Charakters und der zielgruppenorientierten Kommunikation ausgewählt. Die INTERACCT-App verbessert bereits heute die Echtzeitkommunikation zwischen krebskranken Kindern und Jugendlichen, die sich einer allogenen Stammzelltransplantation unterzogen haben, und ihrem medizinischen Team. Ziel der App ist es, die Compliance zu erhöhen und Probleme und Komplikationen schneller zu erkennen. Die Funktionsweise ist einfach: Die Patienten tragen Daten wie Nahrungs- und Flüssigkeitsaufnahme, Schmerzen, körperliche Aktivitäten usw. in die App ein, ähnlich wie in ein Papiertagebuch. Motiviert werden sie dazu unter anderem durch die Möglichkeit, für ihre Eingaben Punkte zu erhalten, die sie in einem in die App integrierten Spiel einsetzen können. Ein entscheidender Vorteil der App ist, dass der behandelnde Arzt die Daten in Echtzeit verfolgen und bei Bedarf sofort Gegenmaßnahmen ergreifen kann. Mit den Geldern von Occursus soll nun eine Studie finanziert werden, in der die INTERACCT-App mit dem klassischen Papiertagebuch verglichen wird und zudem Hinweise für die Weiterentwicklung und Optimierung der App gesammelt werden.
- 2014 2. Bank Austria Social Innovation Award (& Tröstgeschichten - Interacct Research Group); FÖRDERER: Bank Austria; BESCHREIBUNG: Gesunde Kinder schreiben und zeichnen Geschichten. Ihre Geschichten werden in Form von Minispielen umgesetzt. Ihre Zeichnungen werden zu Avataren auf der Website. Die Geschichten der jungen AutorInnen wurden als Trostgeschichten für andere - schwerkranke - Kinder und Jugendliche geschrieben. Sie sollen unterhalten und ablenken. Sie sollen getröstet werden.

## Forschungsförderung
- 2021-2022 101022318 TRES-CHIC-Est MSCA 101022318[31] Horizon 2020 in cooperation with the Vienna University of Technology (funded by EU); Time-Resolved Electron Spectroscopy: a Challenging Highly Innovative Collective Excitation Study ; Role: Project lead Angewandte, artist, designer, teacher
- 2019-2024 DEMEDARTS. Dementia.Empathy.Education.Arts[32]. Artistic Research on Patterns of Perception and Action in the Context of an Aging Society University of Applied Arts Vienna (FWF): The Austrian Science Fund is Austria‘s central funding organization for basic research, PEEK: Programme for Arts-based research: FWF AR 609, Grant-Doi:10.55776/AR609 ; Role: Project lead, artist, designer
- 2020-2022 WKP 132 „Art 4 Science“[33], (funded by FWF) Projectlead: Eva Maria KÖNIG, St. Anna Kinderkrebsforschung e.V. – Tumor-Immunoediting (funded by FWF): The Austrian Science Fund.Science Communication Program.; Role: artist, designer
- 2018, 2019/20: Design & Dis-ability (Co-ability); Grant Funders: Austrian-Hungarian Foundation for Knowledge Sharing and Education; Project Partners: University of Applied Arts Vienna (Angewandte), Laszlo Moholy Nagy University, Design Insitute, Budapest, Hungary. Csillaghaz School
- w2018-2020 INTERREG[34]: Design & Innovation EU-Projekt INTERREG VA SK-AT „Design & Innovation“; Grant Funders: EU; Project Partners: University of Applied Arts Vienna (Angewandte), MAK (Museum of Applied Arts Vienna), SCD (Slovakian Design Center), VŠVU (Academy of Fine Arts and Design, Bratislava/ Institute for Design, Textil and visual Communication); Role: Partner of Lead Austria Museum of Applied Arts Vienna, ; Role: Project lead Angewandte, curator, teacher
- 2016-2017 personal.curator; Grant Funders: Vienna Business Agency; Project Partners: University of Applied Arts Vienna, Fluxguide; Project Lead: Fluxguide
- 2016-2019 D.A.S. Dementia. Arts. Society.[35] “Artistic Research on Patterns of Perception and Action in the Context of an Aging Society”; Grant Funders: FWF Programm for Arts-based Research FWF AR-366; Project Partners: University of Applied Arts Vienna; Project Lead: University of Applied Arts Vienna (Ruth Mateus-Berr)